# チェッレート・ダスティ
チェッレート・ダスティ（伊: Cerreto d'Asti）は、イタリア共和国ピエモンテ州アスティ県にある基礎自治体（コムーネ）。

## 地理

### 位置・広がり

#### 隣接コムーネ
隣接するコムーネは以下の通り。
- カプリーリオ
- パッセラーノ・マルモリート
- ピオヴァ・マッサーイア

#### 地震分類
イタリアの地震リスク階級 (it) では、4 に分類される
。

## 行政

### 分離集落
チェッレート・ダスティには、以下の分離集落（フラツィオーネ）がある。
- Casaglio, Gallareto, Monina, Vairola